# 德国联邦铁路V60型柴油机车

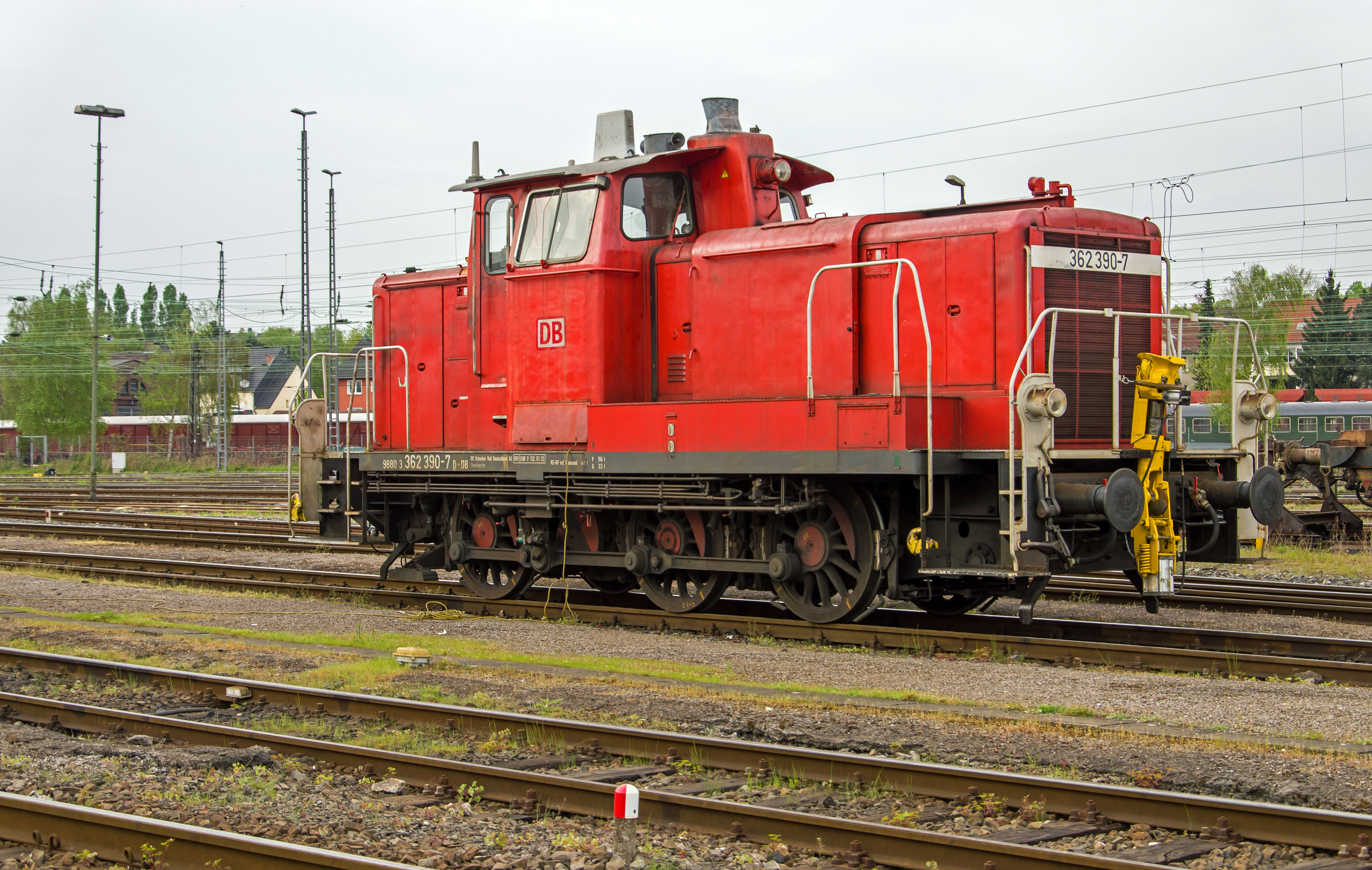
鐵路路線內燃機車

德国铁路V60系列内燃机车主要被用于调车作业，有时亦可牵引轻量列车。该型机车总共生产了942辆，在德国铁路中已属于很高的产量了。

## 历史
有一段时间德国联邦铁路曾面临调车机车短缺的问题。为此，在1951年几乎所有的德国机车制造厂商都参与到了新型调车机车的研制当中。这一大规模动作的结果就是V60型。1955年，最初一批样车（V 60 001–004）问世，这4辆车装载的是4种不同的引擎。在当年的晚些时候，生产就开始了，量产型搭载的是迈巴赫的GTO 6或GTO 6A型发动机。在这些车辆中，有一些的尺寸要更大一些，而且较之一般该型机车48.3-49.5吨的重量，这些车辆的重量达到53吨。这些车可以牵引更大的重量，但是在编号上仍然称为V60.V60型总共生产了942辆。1968年，V60型机车也像所有德国机车一样改变了编号，轻一些的称为260型，53吨中的称为261型。

## 技术
V60型长10.5米，最高速度60km/h，使用全焊接结构。它的传动系统被设置在驾驶室下方，也就是说并不在车辆的中心。在机车的前端安置的是发动机和冷却系统；在后端则有刹车装置、主风缸、燃油系统以及油箱。该机车搭载的迈巴赫GT06柴油发动机可以输出478 kW 的功率。这种发动机是由G05型发动机演变过来的，后者自1932年起就在包括“飞翔的汉堡人”在内的轨道车上使用。该型机车使用液力传动装置，三轴。这种结构在先前的V36型机车上就用过。
这种机车的发动机在开机之前必须预热。最早的型号使用燃油炉，而后来则改用电力预热。该型机车使用空气刹车，并在第三轴上有一个辅助刹车。

## 运用
这种机车虽然主要用于调车，但也可以用来牵引列车。在V60型服役25年后的1982年，德铁测试了一系列新型调车机车，名为259型，以替代V60型。然而有关部门在各种设计之间犹豫不决，于是德铁在之后的几年采取了各种方法来提高在役V60型的经济性。1986年，V60型被定义为小型机车。从此260型改称360型，261型改称361型。这样一来，铁路就可以在V60身上省下一大笔钱，因为驾驶小型机车只需小型机车操作员而非机车驾驶员，前者的培训费用要比后者少很多。而后，一些车辆上安装了无线控制系统，这样一来，这些机车甚至可以遥控操作。这些安装无线电控制装置的车被改称为364型（轻）和365型（重），而后，唯一的一辆364型也改称365 700号。
从1997年起，365型的迈巴赫发动机被逐渐替换成Caterpillar制造的功率465KW的十二缸发动机，这些车辆被改名为362、363型。2001年又有一辆V60系列机车安装了8缸天然气发动机，并在慕尼黑地区进行试验，这一种机车被编号为760型。
在德铁的942辆V60系列当中，多数机车都还在使用。没有加装无线电系统的车辆到2003年已基本退役，而改装过的400辆至2004年仍在德铁服务。有一部分V60系列机车被卖给了私人公司以及土耳其、南斯拉夫和挪威。在希腊、比利时甚至以色列也有一些相同或类似的机车，这些机车有的是从德国购买的，也有一些是利用许可证生产的。
有一些退役的V60型机车被博物馆收藏。其中，纽伦堡交通博物馆收藏的V 60 150 号博物馆机车在大火中被毁。